# Perimisi
Es diu perimisi a la capa de teixit conjuntiu que envolta un conjunt de fibres musculars per formar un feix o fascicle muscular. A través del perimisi transcorren vasos sanguinis i nervis que proporcionen fluix d'energia, metabòlits i informació al múscul esquelètic. El perimisi juntament amb l'endomisi i l'epimisi forma el teixit conjuntiu del múscul, a vegades anomenat Matriu Extracel·lular del múscul (ECM) el qual dona forma i agrupa les fibres musculars. Les tres capes s'uneixen a l'extrem del múscul per formar un tendó que s'uneix a l'os i serveix com a subjecció i punt de suport de tota l'estructura.

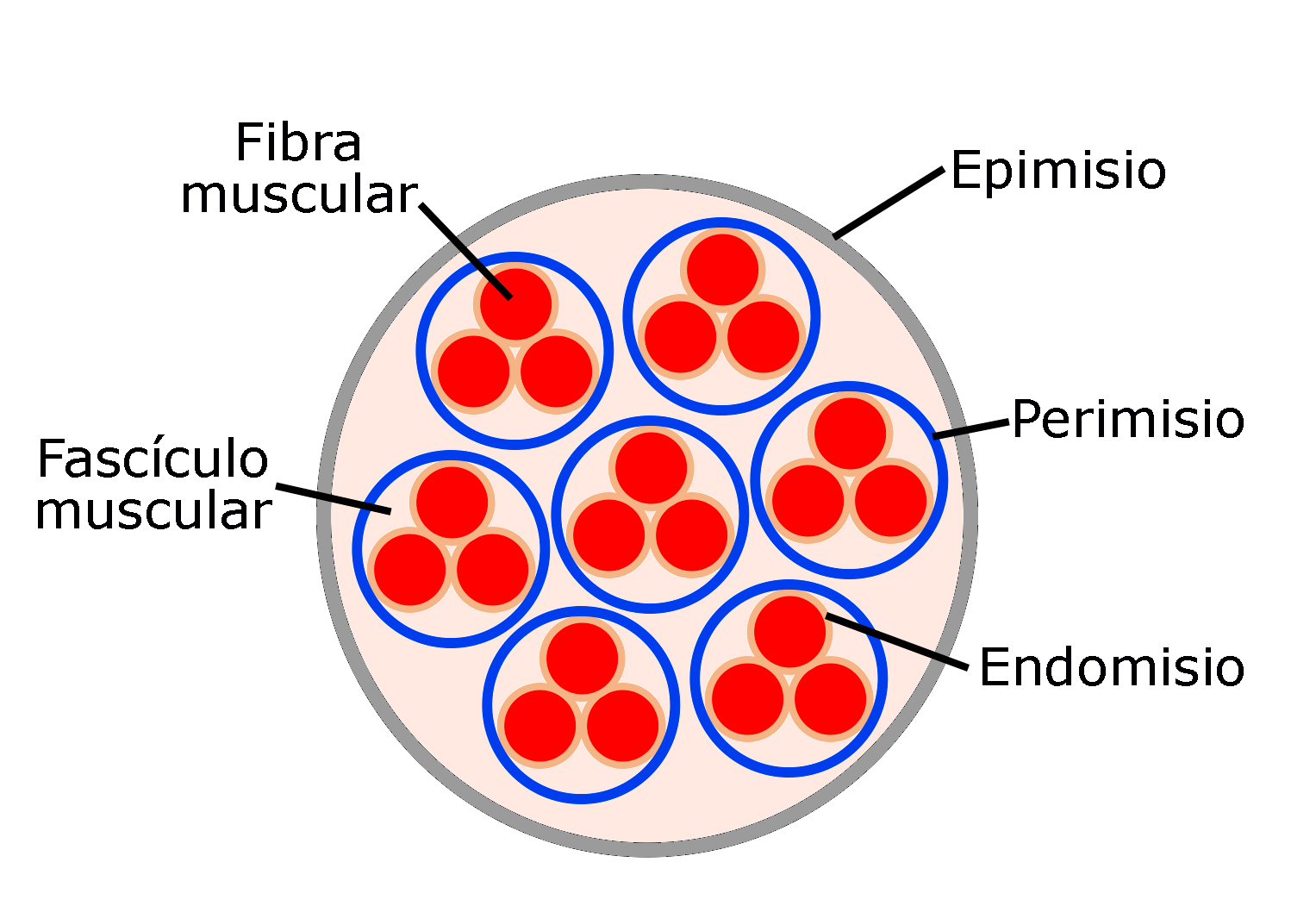
Esquema dels embolcalls de paquets de cèl·lules musculars

## Paper del Perimisi
El perimisi agrupa les fibres musculars en feixos d'entre 10 i 100 o més unitats.
Els estudis de fisiologia muscular suggereixen que el perimisi té un paper important en la transmissió de moviments contràctils laterals. Aquesta hipòtesi es mostra fortament recolzada en una exposició de l'existència de "plaques d'unió perimisals" en músculs flexors carpi radialis d'ungulats, publicada per Emilie Passerieux. L'organització global de la xarxa de col·lagen de perimisi, així com la seva continuïtat i disposició, no han estat encara observades i descrites a tot arreu dins del múscul. La xarxa perimisial es troba amb col·lagen dels tipus I, III, VI i XII.